# Julia Donaldson
Julia Donaldson (Hampstead, Londres, 16 de septiembre de 1948) es una escritora inglesa de literatura infantil.  Es conocida principalmente por sus historias rimadas para niños, especialmente aquellas ilustradas por Axel Scheffler, como El Grúfalo, Cómo mola tu escoba y El hombre palo. Ha sido galardonada con el premio Children's Laureate 2011-2013. Es tía de  la artista londinense Lola Young.

## Vida

### Niñez
Donaldson nació en  y fue criada en Hampstead, Londres, con su hermana menor Mary.

## Obra
| Año  | Título                                              | ISBN                   | Ilustrador          |
| ---- | --------------------------------------------------- | ---------------------- | ------------------- |
| 1993 | A Squash and a Squeeze                              | ISBN 1-4050-0477-0     | Axel Scheffler      |
| 1998 | Books and Crooks (Play)                             | ISBN 978-0-7487-3656-0 |                     |
| 1999 | The Gruffalo                                        | ISBN 0-333-71093-2     | Axel Scheffler      |
| 2000 | Monkey Puzzle                                       | ISBN 0-333-72001-6     | Axel Scheffler      |
| 2000 | Hide and Seek Pig (Tales from Acorn Wood)           | ISBN 978-0-333-96625-9 | Axel Scheffler      |
| 2000 | Postman Bear (Tales from Acorn Wood)                | ISBN 978-0-333-96624-2 | Axel Scheffler      |
| 2000 | Fox's Socks (Tales from Acorn Wood)                 | ISBN 978-0-333-96623-5 | Axel Scheffler      |
| 2000 | Rabbit's Nap (Tales from Acorn Wood)                | ISBN 978-1-4052-1788-0 | Axel Scheffler      |
| 2002 | Room on the Broom                                   | ISBN 0-333-90338-2     | Axel Scheffler      |
| 2002 | The Smartest Giant in Town                          | ISBN 0-333-96396-2     | Axel Scheffler      |
| 2002 | Night Monkey, Day Monkey                            | ISBN 978-0-7497-4893-7 | Lucy Richards       |
| 2003 | The Snail and the Whale                             | ISBN 0-333-98224-X     | Axel Scheffler      |
| 2003 | The Dinosaur's Diary                                | ISBN 0-141-31382-X     |                     |
| 2004 | One Ted Falls Out of Bed                            | ISBN 0-333-94782-7     | Anna Currey         |
| 2004 | The Gruffalo's Child                                | ISBN 1-4050-2045-8     | Axel Scheffler      |
| 2004 | The Giants and the Joneses                          | ISBN 0-8050-7805-3     | Greg Swearingen     |
| 2004 | The Magic Paintbrush                                | ISBN 978-0-333-96443-9 | Joel Stewart        |
| 2004 | The Wrong Kind of Bark                              | ISBN 1-4052-1062-1     | Garry Parsons       |
| 2004 | Brick-a-Breck                                       | ISBN 0-7136-6441-X     | Philippe Dupasquier |
| 2004 | Bombs and Blackberries                              | ISBN 0-7502-4125-X     | Thomas Docherty     |
| 2004 | The Head in the Sand: A Roman Play                  | ISBN 0-7502-4127-6     | Ross Collins        |
| 2005 | Chocolate Mousse for Greedy Goose                   | ISBN 1-405-02190-X     | Nick Sharratt       |
| 2005 | Charlie Cook's Favourite Book                       | ISBN 978-1-4050-3469-2 | Axel Scheffler      |
| 2005 | The Gruffalo Song and Other Songs                   | ISBN 1-4050-2234-5     | Axel Scheffler      |
| 2005 | The Quick Brown Fox Club                            | ISBN 1-4052-1268-3     | Lucy Richards       |
| 2005 | Sharing a Shell                                     | ISBN 978-1-4050-2048-0 | Lydia Monks         |
| 2005 | Spinderella                                         | ISBN 978-1-4052-8272-7 | Sebastien Braun     |
| 2005 | Wriggle and Roar                                    | ISBN 1-4050-2166-7     | Nick Sharratt       |
| 2005 | Crazy Mayonnaisy Mum                                | ISBN 0-3304-1490-9     | Nick Sharratt       |
| 2005 | Princess Mirror-Belle                               | ISBN 0-3304-1530-1     | Lydia Monks         |
| 2005 | Princess Mirror-Belle and the Magic Shoes           | ISBN 1-4050-4867-0     | Lydia Monks         |
| 2005 | Princess Mirror-Belle and the Flying Horse          | ISBN 0-3304-3795-X     | Lydia Monks         |
| 2006 | The Princess and the Wizard                         | ISBN 978-1-4050-5313-6 | Lydia Monks         |
| 2006 | Room on the Broom and Other Songs                   | ISBN 978-1-4050-9101-5 | Axel Scheffler      |
| 2006 | Rosie's Hat                                         | ISBN 978-1-4050-0007-9 | Anna Currey         |
| 2006 | Hippo Has a Hat                                     | ISBN 978-1-4050-2192-0 | Nick Sharratt       |
| 2006 | Play Time! A Selection of Plays                     | ISBN 0-3304-4595-2     |                     |
| 2007 | Follow the Swallow                                  | ISBN 978-1-4052-1788-0 | Martin Ursell       |
| 2007 | Tiddler                                             | ISBN 978-0-439-94377-2 | Axel Scheffler      |
| 2007 | Tyrannosaurus Drip                                  | ISBN 978-1-4050-9000-1 | David Roberts       |
| 2008 | One Mole Digging a Hole                             | ISBN 978-0-2307-0647-7 | Nick Sharratt       |
| 2008 | Stick Man                                           | ISBN 978-1-4071-0882-7 | Axel Scheffler      |
| 2009 | Toddle Waddle                                       | ISBN 978-0-230-70648-4 | Nick Sharratt       |
| 2009 | What the Ladybird Heard                             | ISBN 978-0-2307-0650-7 | Lydia Monks         |
| 2009 | Tabby McTat                                         | ISBN 978-1-4071-0924-4 | Axel Scheffler      |
| 2009 | The Troll                                           | ISBN 978-0-230-01793-1 | David Roberts       |
| 2009 | Running on the Cracks                               | ISBN 978-1-4052-2233-4 |                     |
| 2010 | Cave Baby                                           | ISBN 978-0-3305-2276-2 | Emily Gravett       |
| 2010 | Zog                                                 | ISBN 978-1-4071-1556-6 | Axel Scheffler      |
| 2011 | Freddie and the Fairy                               | ISBN 978-0-3305-1118-6 | Karen George        |
| 2011 | The Rhyming Rabbit                                  | ISBN 978-0-2307-4103-4 | Lydia Monks         |
| 2011 | The Highway Rat                                     | ISBN 978-1-4071-2437-7 | Axel Scheffler      |
| 2011 | The Gruffalo's Child and Other Songs                | ISBN 978-0-2307-6173-5 | Axel Scheffler      |
| 2011 | Jack and the Flumflum Tree                          | ISBN 978-0-230-71023-8 | David Roberts       |
| 2012 | Goat Goes to Playgroup                              | ISBN 978-1447254843    | Nick Sharratt       |
| 2012 | The Singing Mermaid                                 | ISBN 978-0230-75044-9  | Lydia Monks         |
| 2012 | Superworm                                           | ISBN 978-1-4071-3204-4 | Axel Scheffler      |
| 2012 | The Paper Dolls                                     | ISBN 978-0-2307-4108-9 | Rebecca Cobb        |
| 2012 | The Snake Who Came to Stay                          | ISBN 978-1-7811-2008-8 | Hannah Shaw         |
| 2012 | Mr Birdsnest and the House                          | ISBN 978-1-7811-2005-7 | Hannah Shaw         |
| 2013 | Sugarlump and the Unicorn                           | ISBN 978-1-4472-4019-8 | Lydia Monks         |
| 2013 | The Further Adventures of the Owl and the Pussy-cat | ISBN 978-0-1413-3288-8 | Charlotte Voake     |
| 2014 | The Flying Bath                                     | ISBN 978-0-2307-4260-4 | David Roberts       |
| 2014 | The Scarecrows' Wedding                             | ISBN 978-1-4071-4441-2 | Axel Scheffler      |
| 2015 | What the Ladybird Heard Next                        | ISBN 9781447275954     | Lydia Monks         |
| 2016 | The Detective Dog                                   | ISBN 978-1-5098-0159-6 | Sara Ogilvie        |
| 2016 | Princess Mirror-Belle and Prince Precious Paws      | ISBN 9781447285649     | Lydia Monks         |
| 2017 | Zog and the Flying Doctors                          | ISBN 978-1-4071-7350-4 | Axel Scheffler      |
| 2017 | The Everywhere Bear                                 | ISBN 978-1-4472-8073-6 | Rebecca Cobb        |
| 2017 | The Ugly Five                                       | ISBN 978-1-4071-7419-8 | Axel Scheffler      |
| 2018 | Animalphabet                                        | ISBN 9780525554158     | Sharon King-Chai    |
| 2018 | What the Ladybird Heard on Holiday                  | ISBN 978-1509837335    | Lydia Monks         |
| 2018 | The Cook and the King                               | ISBN 978-1-5098-1377-3 | David Roberts       |
| 2019 | The Smeds and the Smoos                             | ISBN 978-1407188898    | Axel Scheffler      |
| 2020 | The Hospital Dog                                    | ISBN 978-1509868315    | Sara Ogilvie        |